# Odozana methaemata
Odozana methaemata là một loài bướm đêm thuộc phân họ Arctiinae, họ Erebidae.